# Пандора
Пандора (грч. Πανδώρα [], лат. Pandora) у грчкој митологији је жена титана Епиметеја. Пандора је жена која је на свет донела зло и патњу.
Пандорино име у преводу са грчког значи свиме обдарена, јер је то сложеница од две речи —  — „све” и  — „дар”.

## Митологија

### Стварање Пандоре
Титан Епиметеј је подарио животињама добре особине, и када је на ред дошао човек, више није било ниједне особине. Тада Прометеј, који је осећао да су људи много супериорнији од животиња и да због тога треба да имају нешто посебно, нешто што животиње немају, одлучио је да то буде ватра. Од Зевса је украо ватру и дао је људима.
Зевс је био веома бесан због крађе и одлучио је да казни Прометеја и његову креацију — човечанство.
Оковао је Прометеја у непробојне окове и послао је орла, а орао је био Зевсова света животиња, да му сваки дан кљуца јетру. Како је Прометеј био бесмртан, његова се јетра свакога дана изнова обнављала, али је он и даље патио, све док га Херакло, док је извршавао своје задатке, није ослободио. Прометеј је знао, а није хтео да каже Зевсу, и која ће Зевсова жена носити дете које ће га свргнути са власти, као што је и он свргнуо свога оца Хрона. Све то, као и крађа ватре, је утицала на одлуку Зевса да Прометеја баци у окове.
Да би казнио људе, Зевс је наредио осталим боговима да, као дар људима начине жену, и да јој сваки од богова подари по неки дар. Пандорино име у преводу са грчког значи свиме обдарена, јер је то сложеница од две речи —  — „све” и  — „дар”.
- Хефест је начинио жену од глине и дао јој облик.
- Атина је обукла.
- Харите су је окитиле огрлицама које је начинио Хефест.
- Афродита јој је подарила лепоту.
- Аполон музички таленат и исцелитељске моћи.
- Деметра је научила да обрађује поврће.
- Посејдон јој је дао бисерну огрлицу и могућност да се никад не утопи.
- Хермес јој је подао лукавост, храброст и шарм.
- Зевс је учинио лењом, немирном и будаластом.
- Хера ју је учинила знатижељном.
- Хермес јој је подарио најважнији од свих дарова, посуду, ћуп — на грчком .

### Пандорина кутија
Прометеј је Епиметеју, своме брату, рекао да не прима никакве дарове од богова, али га овај није послушао и, када су богови послали Пандору на земљу, заљубио се у њу. Хермес му је рекао и упозорио да је она дар од Зевса и да не дира Пандорину посуду која је била њен мираз. Са друге стране, Епиметеј је рекао Пандори да не отвара ту посуду.
Знатижеља Пандорина је била превелика и она јој није могла одолети и отворила је посуду. У том тренутку је све зло изашло и, на до тада безбрижно човечанство, које је живело у благостању, сручили су се куга, туга, сиромаштво, злочин, очај, похлепа, старост, болест, лудост, пркос, глад, превара...
Пандора је брзо затворила кутију и унутра је остала само нада. Пандора је тада увидела да је свет без наде туробан и врло хладан и опет је отворила кутију из које је изашла и нада. Тако је човечанство са свим злом добило и наду.
Друга верзија мита говори да је нада била заправо најгоре од свих зла, јер је била једнака страшном предзнању. Пандора је тако, затворивши кутију пре него што је нада изашла напоље, спасила свет од најгоре штете. Наиме, сама би се реч нада (грч. Ελπις []) боље могла превести као „предвиђање несреће”.
Сама синтагма и метафора Пандорина кутија није добро преведена. Наиме, реч  значи „посуда”, „ћуп”, и вероватно је Еразмо Ротердамски у своме преводу Хесиода заменио са речи  која је значила „кутију”.